# Conasprella grohi
El Conasprella grohi es una especie de caracol de mar, un molusco gasterópodo marino en la familia Conidae, los caracoles cono y sus aliados.
Estos caracoles son depredadores y venenosos. Son capaces de "picar" a los seres humanos y seres vivos, por lo que debe ser manipulado con cuidado o no hacerlo en absoluto.

## Galería

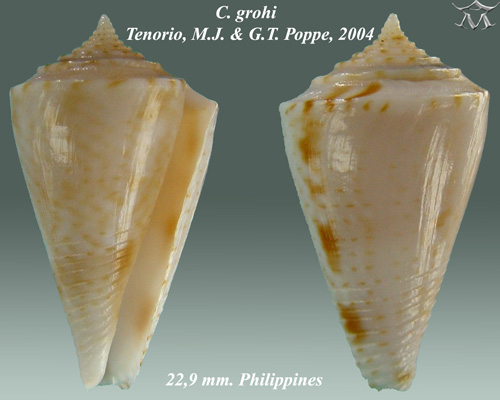
Conasprella grohi  Tenorio, M.J. & G.T. Poppe, 2004